# 斯坦顿 (艾奥瓦州)
斯坦頓（英語：Stanton）是一個位於美國愛荷華州蒙哥馬利縣的城市。

## 地理
斯坦頓的座標為40°58′52″N 95°06′08″W / 40.98111°N 95.10222°W，而該地的平均海拔高度為352米（即1155英尺）。

## 人口
根據2010年美國人口普查的數據，斯坦頓的面積為2.38平方千米，當中陸地面積為2.38平方千米，而水域面積為0.00平方千米。當地共有人口689人，而人口密度為每平方千米289人。